# 10617 Takumi
10617 Takumi eller 1997 UK24 är en asteroid i huvudbältet som upptäcktes den 25 oktober 1997 av de båda japanska astronomerna Masanori Hirasawa och Shohei Suzuki vid Nyukasa-observatoriet. Den är uppkallad efter amatörastronomen Takumi Takahata.
Asteroiden har en diameter på ungefär 5 kilometer.